# Louis-Auguste Boisrond-Canal
Louis-Auguste Boisrond-Canal "Jeune" (1 de marzo de 1847-1940) fue un político y senador de la República de Haití. Apodado Ti-Canal, Louis era el hermano menor del estadista Pierre Théoma Boisrond-Canal. En el contexto de la revolución de 1908, Canal derrocó a Pierre Nord Alexis en un golpe de Estado. En su lugar, formó la Comisión para el Orden Público, en que fue presidente interino del 2 al 6 de diciembre. Boisrond-Canal Jeune fue nombrado ministro de Obras Públicas y Agricultura por el nuevo presidente François C. Antoine Simon, cargo que ocupó de 1908 a 1909.